# Organizzazione mondiale del movimento scout
L'Organizzazione mondiale del movimento scout (in inglese World Organization of the Scout Movement; in francese Organisation mondiale du mouvement scout) è un'organizzazione internazionale che coordina la maggior parte delle associazioni scout nazionali. Nel 2022, conta un totale di circa 43 milioni di membri provenienti da 174 nazioni diverse. Fondato nel 1922, trova la sua sede gestionale a Kuala Lumpur in Malesia e la sua sede legale in Svizzera. Ha come corrispondente femminile l'Associazione mondiale guide ed esploratrici (WAGGGS/AMGE).
L'attuale missione dichiarata dell'OMMS è contribuire all'educazione dei giovani, attraverso un sistema di valori basato sulla Promessa e la Legge Scout, per aiutare a costruire un mondo migliore in cui le persone si realizzano come individui e svolgono un ruolo costruttivo nella società.
L'OMMS si occupa, fra le altre cose, anche dell'organizzazione del Jamboree mondiale, il raduno di tutti gli scout del mondo, a cui sono invitati anche i membri del AMGE.
L'organizzazione entrò nel 1947 a far parte della lista delle ONG con status consultivo presso il Consiglio economico e sociale delle Nazioni Unite.
In Italia l'associazione affiliata al WOSM è la Federazione italiana dello scautismo, che riunisce in sé l'AGESCI e il CNGEI, riuniti nella FIS.

## Storia
Come risultato del primo Jamboree mondiale dello scautismo tenutosi a Londra nel 1920, i dirigenti nazionali presenti concordarono di creare il Boy Scouts International Bureau (BSIB). Fu quindi aperto un ufficio in Buckingham Palace Road a Londra, e l'allora Commissario Internazionale dell'Associazione Boy Scout del Regno Unito, Hubert S. Martin, ne fu nominato Direttore Onorario.
Il primo compito dell'ufficio fu quello di coordinare le relazioni interne e preparare un secondo raduno internazionale a Parigi nel 1922. Nel 1961 la Conferenza Internazionale del Movimento Scout ricostituì l'organizzazione introducendo il nome Organizzazione Mondiale del Movimento Scout (OMMS o WOSM nelle due lingue ufficiali). La Conferenza Internazionale del Movimento Scout divenne la Conferenza Scout Mondiale dell'OMMS, il suo Comitato Internazionale divenne il Comitato Scout Mondiale e l'Ufficio Internazionale dei Boy Scout divennero l'Ufficio Scout Mondiale dell'OMMS.

## Organi

### Conferenza scout mondiale
La Conferenza scout mondiale è l'organo di governo dell'OMMS. Si riunisce ogni tre anni dopo il World Scout Youth Forum.
È composta da sei delegati di ogni organizzazione nazionale; se una nazione ha più di una associazione riconosciuta allora sono i delegati della federazione che le riunisce a partecipare all'assemblea. I criteri su cui si basa il riconoscimento da parte dell'OMMS di una organizzazione nazionale sono l'adesione agli scopi e ai principi dell'OMMS e l'indipendenza da partiti e movimenti politici. Dall'assemblea emergono dei progetti di sviluppo condiviso e di supporto reciproco tra associazioni.

#### Lista delle Conferenze scout mondiali
| Anno | Città             | Paese          | Paesi membri | Paesi candidati ospiti       |
| ---- | ----------------- | -------------- | ------------ | ---------------------------- |
| 1920 | Londra            | Regno Unito    | 33           |                              |
| 1922 | Parigi            | Francia        | 30           |                              |
| 1924 | Copenaghen        | Danimarca      | 34           |                              |
| 1926 | Kandersteg        | Svizzera       | 29           |                              |
| 1929 | Birkenhead        | Regno Unito    | 33           |                              |
| 1931 | Baden bei Wien    | Austria        | 44           |                              |
| 1933 | Gödöllő           | Ungheria       | 31           |                              |
| 1935 | Stoccolma         | Svezia         | 28           |                              |
| 1937 | L'Aia             | Paesi Bassi    | 34           |                              |
| 1939 | Edimburgo         | Regno Unito    | 27           |                              |
| 1947 | Rosny-sur-Seine   | Francia        | 32           |                              |
| 1949 | Elvesaeter        | Norvegia       | 25           |                              |
| 1951 | Salisburgo        | Austria        | 34           |                              |
| 1953 | Vaduz             | Liechtenstein  | 35           |                              |
| 1955 | Niagara Falls     | Canada         | 44           |                              |
| 1957 | Cambridge         | Regno Unito    | 52           |                              |
| 1959 | Nuova Delhi       | India          | 35           |                              |
| 1961 | Lisbona           | Portogallo     | 50           |                              |
| 1963 | Rodi              | Grecia         | 52           |                              |
| 1965 | Città del Messico | Messico        | 59           |                              |
| 1967 | Seattle           | Stati Uniti    | 70           |                              |
| 1969 | Espoo             | Finlandia      | 64           |                              |
| 1971 | Tokyo             | Giappone       | 71           |                              |
| 1973 | Nairobi           | Kenya          | 77           |                              |
| 1975 | Lundtoft          | Danimarca      | 87           |                              |
| 1977 | Montreal          | Canada         | 81           |                              |
| 1979 | Birmingham        | Regno Unito    | 81           |                              |
| 1981 | Dakar             | Senegal        | 74           |                              |
| 1983 | Dearborn          | Stati Uniti    | 90           |                              |
| 1985 | Monaco            | Germania Ovest | 93           |                              |
| 1988 | Melbourne         | Australia      | 77           |                              |
| 1990 | Parigi            | Francia        | 100          |                              |
| 1993 | Sattahip          | Thailandia     | 99           |                              |
| 1996 | Oslo              | Norvegia       | 108          |                              |
| 1999 | Durban            | Sudafrica      | 116          |                              |
| 2002 | Salonicco         | Grecia         | 125          |                              |
| 2005 | Hammamet          | Tunisia        | 122          | Hong Kong                    |
| 2008 | Jeju-do           | Corea del Sud  | 150          |                              |
| 2011 | Curitiba          | Brasile        | 138          | Australia Hong Kong Svizzera |
| 2014 | Lubiana           | Slovenia       | 143          | Italia                       |
| 2017 | Baku              | Azerbaigian    | 169          | Malaysia                     |
| 2021 | Digitale          |                | 170          |                              |
| 2024 | Cairo             | Egitto         |              | Francia Messico              |
| 2027 |                   |                |              |                              |

### Comitato scout mondiale
Il Comitato scout mondiale è l'organo esecutivo dell'OMMS ed è composto da volontari eletti dalla Conferenza scout mondiale, agendo come rappresentante dell'assemblea stessa nei periodi intermedi agli incontri triennali. L'incarico dei membri del comitato ha la durata di sei anni, i membri vengono eletti senza considerare la loro nazionalità.

#### Onorificenze
Il Lupo di bronzo (in inglese Bronze Wolf Award) è l'unica onorificenza assegnata dall'OMMS, conferita dal Comitato Scout Mondiale per servizi eccezionali allo scautismo mondiale. È stata assegnata per la prima volta a Robert Baden-Powell con decisione unanime dell'allora Comitato internazionale il giorno dell'istituzione del Lupo di bronzo a Stoccolma nel 1935.

### World Scout Bureau
Il World Scout Bureau (precedentemente noto come Boy Scouts International Bureau) è l'organo di segretariato dell'OMMS, è guidato da un segretario generale coadiuvato da circa 120 dipendenti e numerosi volontari. Ha lo scopo di supportare le associazioni nazionali aiutandole nella formazione dei capi, nello sviluppo di una efficace gestione delle finanze, nella creazione o nel miglioramento di infrastrutture dedicate allo scautismo.
La sede del Bureau è a Kuala Lumpur, Malaysia ed ha degli uffici distaccati in sei regioni del mondo:
- Regione europea:
  - Ginevra, Svizzera
  -  Bruxelles, Belgio
  -  Belgrado, Serbia
  -  Kiev, Ucraina
- Regione Araba:
  -  Il Cairo, Egitto
- Regione Africana:
  -  Nairobi, Kenya

Mappa della suddivisione regionale dell'OMMS

  -  Città del Capo, Sudafrica
  -  Dakar, Senegal
- Regione Pacifico-Asiatica:
  -  Makati, Filippine
  -  Tokyo, Giappone
- Regione Interamericana:
  -  Panama, Panama
- Regione Euroasiatica:
  -  Gurzuf, Ucraina
  -  Mosca, Russia
- Paesi senza associazioni scout come ad esempio Corea del Nord, Laos o Cuba

In passato la sede centrale è stata a Londra, Ottawa e Ginevra.

### Direttori
- Hubert S. Martin (Gran Bretagna), dal 1920 al 1938
- John Skinner Wilson, (Gran Bretagna), dal 1938 al 1951
- Daniel Spry (Canada), dal 1951 al 1965
- Richard T. Lund (Gran Bretagna), dal 1965 al 1968

### Segretari generali
- László Nagy (Ungheria/Svizzera) dal 1968 al 1985
- Jacques Moreillon (Francia) dal 1988 al 2004
- Eduardo Missoni (Italia) dal 2004 al 2007
- Luc Panissod (Svizzera) dal 2007 al 2013
- Scott Teare (Stati Uniti d'America) dal 2013 al 2016
- Ahmad Alhendawi (Giordania) dal 2017 al 2024[7][8]
- David Berg (ad interim)

## Emblema
L'emblema dell'OMMS è un giglio bianco su fondo viola circondato da una corda chiusa con un nodo piano. Il giglio è un segno molto antico, fu scelto da Baden-Powell (fondatore del movimento). Il giglio indicava il nord nelle antiche bussole, quindi rappresenta la "retta via"; le sue tre punte rappresentano i tre punti della Promessa scout, le due stelle rappresentano verità e conoscenza, le loro dieci punte ricordano i dieci articoli della Legge scout. Il laccio alla base del giglio indica la fratellanza, così come anche la corda. Il distintivo viene indossato da tutti gli scout iscritti all'organizzazione. Alcune associazioni appartengono sia all'OMMS che all'AMGE, in questo caso i soci maschi sono iscritti presso l'OMMS, di cui usano il distintivo, mentre le donne sono iscritte con l'AMGE che ha come distintivo un trifoglio.